# K*Rings Brothers
Die K*Rings Brothers sind eine deutsche Band aus dem Odenwald, bestehend aus drei Brüdern mit den Künstlernamen Carl Laschnikow, Fritz Firewalker und Mox de Stromer. Typisch für die K*Rings Brothers ist ihr Sound, eine Mixtur aus Hip-Hop, Soul, Reggae, Ska und Punk-Elementen, sowie der Gesang von Max.

## Geschichte
Der älteste der drei Brüder, Max, war schon lange musikalisch aktiv und sang, rappte, spielte Trompete, und Gitarre in verschiedenen Ska-, Punk-, Reggae- und HipHop-Bands, als er im Jahre 1996 seine beiden jüngeren Brüder überzeugte, die Band K*Rings Brothers zu gründen. 1999 produzierten sie ein Tape, das unerwartete Bekanntheit mit sich zog. Ein Jahr benötigten sie, um sich eine funktionierende Infrastruktur aufzubauen, mit der sie 2000 die Doppelsingle „Triumvirat/Wie lange noch“ auf den Markt bringen konnten. Das Lied „Wie lange noch“ erhielt viel Airplay und lief auf MTV und VIVA.
2002 waren die K*Rings Brothers mit MC René auf Tour durch Deutschland, Österreich und die Schweiz. Im folgenden Jahr veröffentlichten sie zusammen mit anderen Künstlern unter dem Namen des Labels Peripherique das Album Peripherique. Im Jahr 2004 war es dann soweit und die K*Rings Brothers feierten Erfolge mit dem Album Tricolor und der Single „K*Rings Zone“. 2005 produzierten sie das Album Sortie von Anael & Jeanne. Das zweite Peripherique-Album Zimmer 101 wurde 2006 veröffentlicht. Vor allem für ihre Live-Qualitäten werden die Brüder geschätzt. So fungierten sie bereits u. a. als Vorgruppe von De La Soul, Toni-L und den Stieber Twins.
Im Januar 2008 wurde die Band für ihre Website mySOS.de zum für den Juli angekündigten Album „Save Our Souls - S.O.S“ als einziger deutscher Act für den European Interactive Award 2008 nominiert. Auf diesem Album hat auch Xavier Naidoo einen Gastauftritt.
Für den 2011 erschienenen Film Wickie auf großer Fahrt sangen sie gemeinsam mit Nena den Titelsong Hey, hey, Wickie neu ein.

## Unabhängigkeit
Die K*Rings Brothers betreiben seit 2002 ein eigenes Label namens Peripherique. Auf diesem Label veröffentlichen sie ihre eigenen CDs sowie die einiger anderer Acts.
Seit 2005 besitzen sie zudem ihren eigenen Verlag KBmusic, bei dem der Mainzer Produzent Shuko unter Vertrag steht.

## Diskografie

### Alben
- 1999: The Legendary Tape
- 2003: Produktion Peripherique (Peripherique)
- 2004: Tricolor (K-Rings Brothers)
- 2005: Produktion von Sortie (Anael & Jeanne)
- 2006: Produktion Zimmer 101 (Peripherique)
- 2008: Save Our Souls - S.O.S. (K-Rings Brothers)

### Singles
- 2000: Triumvirat/Wie lange noch
- 2004: K*Rings Zone EP
- 2005: Alles nur geklaut
- 2005: Produktion  von C´este Juste (Anael&Jeanne)
- 2008: Sound of the Forest